# Francis Ford Coppola
Francis Ford Coppola (7 d'abril de 1939, Detroit, Michigan) és un director de cinema, guionista, i productor cinematogràfic estatunidenc. És àmpliament considerat com un dels cineastes més grans de tots els temps. Coppola ha rebut cinc premis de l'Acadèmia, sis Globus d'Or, dues Palmes d'Or i un premi BAFTA.
La reputació de Coppola com a cineasta es va consolidar amb la realització del film El Padrí  (1972). La pel·lícula va revolucionar el gènere de mafiosos. La segona part, El Padrí II (1974) va rebre també el reconeixement de crítica i públic i fou la primera seqüela de la història del cinema en aconseguir l'Oscar a la millor pel·lícula, a més d'altres premis.
Si bé una sèrie dels treballs de Coppola durant la dècada dels 80 i dels 90 van ser lloats per la crítica, no ha tornat a aconseguir el mateix èxit comercial que amb les seves pel·lícules dels anys 70.
Molts dels fills i familiars de Coppola s'han convertit en actors i cineastes populars per dret propi: la seva germana Talia Shire és actriu; la seva filla Sofia és directora, com també ho és la seva neta Gia; el seu fill Roman és guionista; i els seus nebots Jason Schwartzman i Nicolas Cage són actors. Coppola resideix a Napa, Califòrnia, i des de la dècada de 2010 es dedica a la indústria vinícola, sent propietari d'un celler de marca familiar.

## Carrera de 1960 a 1978
Coppola estudià teatre a la Universitat Hofstra, abans d'estudiar cinematografia en la UCLA, on realitzà alguns curtmetratges, inclosos alguns d'eròtics. A començaments dels 60 inicià la seva carrera professional fent films de baix pressupost com assistent de Roger Corman, i escrivint guions.
A Coppola, li oferiren dirigir un film basat en l'obra musical de Broadway Finian's Rainbow (La vall de l'Arc de Sant Martí), protagonitzat per Petula Clark en el seu primer film americà i el veterà Fred Astaire, produïda per Jack Warner, que quedà desconcertat en veure l'aspecte hippy de Coppola en aquella època. Aconseguí fer un film d'un cert èxit, però el seu treball amb Petula Clark contribuí que ella guanyés la seva primera nominació per al globus d'or com a millor actriu.
El 1971, Coppola, amb Edmund H. Northon, guanyà un Oscar al millor guió original pel film Patton. Tanmateix, el seu renom com a creador de pel·lícules començà amb El Padrí que va coescriure i dirigir, i amb El padrí II, que li suposa guanyar l'Oscar a la millor pel·lícula.
El 1974, abans d'El padrí II, Coppola dirigí el film The Conversation (La conversa), que narra la història d'un paranoic tafaner telefònic i expert a espiar determinades persones, protagonitzat per Gene Hackman, que es veu involucrat en un pla secret per a realitzar un possible assassinat. Fou nominat novament a l'Oscar a la millor pel·lícula, i esdevé el segon de tres directors en la història de Hollywood a estrenar dos films el mateix any i tenir dues nominacions per a un Oscar en aquesta categoria (millor pel·lícula). El padrí II el guanyà, i The Conversation obtingué la Palma d'or en el Festival de Canes de 1974.
Durant aquest període, també va escriure el guió per al remake de 1974, El Gran Gatsby (The Great Gatsby) i produí la innovadora pel·lícula de George Lucas, American Graffiti.

## Carrera des del 1979 fins a l'actualitat
Encoratjat per l'èxit de les dues parts d'El padrí, Coppola dirigí una ambiciosa versió de la novel·la de Joseph Conrad, El cor de les tenebres, sobre la Guerra del Vietnam. El film, Apocalypse now, va patir nombrosos obstacles, inclosos tifons, col·lapses nerviosos, un atac de cor de Martin Sheen i l'actitud arrogant de Marlon Brando. El film fou tan admirat com rebutjat pels crítics de cinema quan s'estrenà, i la seva despesa gairebé arruïna l'estudi de Coppola, American Zoetrope. El film documental Hearts of Darkness: A Filmmaker's Apocalypse, dirigida per l'esposa de Francis, Eleanor Coppola, amb Fax Bahr i George Hickenlooper, relata la crònica de les dificultats de l'equip de producció quan rodaren Apocalypse now. Una nova versió ampliada considerablement (49 minuts suplementaris a partir dels elements originals) va ser distribuïda el 2001 amb el nom d'Apocalypse Now Redux.
Malgrat tot això i una malaltia que patí Coppola durant el rodatge d'Apocalipse Now, realitzà nous projectes: presentà, el 1987, el remake del film de 1927: Napoleó d'Abel Gance, que fou editat i estrenat als Estats Units pel seu estudi. Tanmateix, el musical experimental One from the Heart (Pressentiment), el 1982, fou un gran fracàs malgrat que posteriorment ha estat considerat un film de culte.
El 1986 Coppola i George Lucas dirigiren el curt de Michael Jackson per als parcs temàtics de Disney, Captain EO, fins ara el curtmetratge més car de la història del cinema.
El 1990, dirigí El padrí III, el darrer de la trilogia, que tot i no ser tan admirada pels crítics com les dues anteriors, va ser un èxit de taquilla. El film rebé una dura crítica per la presència de la inexperta filla de Coppola, Sofia, que interpretà un paper que abandonà Winona Ryder just en començar el film. La seva interpretació fou titllada de ridícula pels crítics. Sofia, uns anys més tard, ha trobat l'èxit com a directora i guionista amb els films The Virgin Suicides (Les verges suïcides) i Lost in translation.
En la família de Coppola cal destacar que el seu pare, Carmine, fou un compositor i músic que s'encarregà de la banda sonora de molts dels seus films; i el seu nebot Nicolas Cage és un actor reconegut.
El 1997, Coppola fundà Zoetrope All-Story, una revista literària que publica històries curtes. La revista ha publicat narracions de ficció de T. C. Boyle i Amy Bloom, i assajos de David Mamet, Steven Spielberg i Salman Rushdie. Des de la seva fundació, la revista ha crescut en reputació per arribar a ser una de les més importants en l'àmbit de la ficció literària.
El maig de 2015 fou guardonat amb el Premi Príncep d'Astúries de les Arts.

## Filmografia
(Obra cinematogràfica completa de Coppola a IMDb)
| Any  | Títol                         | Distribuidor                        |
| ---- | ----------------------------- | ----------------------------------- |
| 1963 | Dementia 13                   | American International Pictures     |
| 1966 | You're a Big Boy Now          | Warner Bros.                        |
| 1968 | Finian's Rainbow              | Warner Bros.                        |
| 1969 | The Rain People               | Warner Bros.                        |
| 1972 | The Godfather                 | Paramount Pictures                  |
| 1974 | The Conversation              | Paramount Pictures                  |
| 1974 | The Godfather Part II         | Paramount Pictures                  |
| 1979 | Apocalypse Now                | United Artists                      |
| 1982 | One from the Heart            | Columbia Pictures                   |
| 1983 | The Outsiders                 | Warner Bros.                        |
| 1983 | Rumble Fish                   | Universal Pictures                  |
| 1984 | The Cotton Club               | Orion Pictures                      |
| 1986 | Peggy Sue Got Married         | TriStar Pictures                    |
| 1987 | Gardens of Stone              | TriStar Pictures                    |
| 1988 | Tucker: The Man and His Dream | Paramount Pictures                  |
| 1990 | The Godfather Part III        | Paramount Pictures                  |
| 1992 | Bram Stoker's Dracula         | Columbia Pictures                   |
| 1996 | Jack                          | Buena Vista Pictures                |
| 1997 | The Rainmaker                 | Paramount Pictures                  |
| 2007 | Youth Without Youth           | Sony Pictures                       |
| 2009 | Tetro                         | American Zoetrope                   |
| 2011 | Twixt                         | 20th Century Fox Home Entertainment |
| 2024 | Megalopolis                   | Lionsgate Films                     |

## Premis i nominacions

### Oscar
| Any  | Categoria                     | Pel·lícula        | Resultat  |
| 2011 | Premi Irving G. Thalberg      |                   | Guanyador |
| 1991 | Oscar a la millor pel·lícula  | El Padrí III      | Candidat  |
| 1991 | Oscar a la millor direcció    | El Padrí III      | Candidat  |
| 1979 | Oscar a la millor pel·lícula  | Apocalypse Now    | Candidat  |
| 1979 | Oscar a la millor direcció    | Apocalypse Now    | Candidat  |
| 1979 | Oscar al millor guió adaptat  | Apocalypse Now    | Candidat  |
| 1974 | Oscar a la millor pel·lícula  | The Conversation  | Candidat  |
| 1974 | Oscar a la millor pel·lícula  | El Padrí II       | Guanyador |
| 1974 | Oscar a la millor direcció    | El Padrí II       | Guanyador |
| 1974 | Oscar al millor guió original | The Conversation  | Candidat  |
| 1974 | Oscar al millor guió adaptat  | El Padrí II       | Guanyador |
| 1973 | Oscar a la millor pel·lícula  | American Graffiti | Candidat  |
| 1972 | Oscar a la millor direcció    | El Padrí          | Candidat  |
| 1972 | Oscar al millor guió adaptat  | El Padrí          | Guanyador |
| 1970 | Oscar al millor guió original | Patton            | Guanyador |

### Premis Globus d'Or
| Any  | Categoria                                              | Pel·lícula        | Resultat  |
| 1991 | Globus d'Or a la millor pel·lícula - Drama             | El padrí III      | Candidat  |
| 1991 | Globus d'Or al millor director                         | El padrí III      | Candidat  |
| 1984 | Globus d'Or al millor director                         | Cotton Club       | Candidat  |
| 1979 | Globus d'Or a la millor pel·lícula - Drama             | Apocalypse Now    | Candidat  |
| 1979 | Globus d'Or al millor director                         | Apocalypse Now    | Guanyador |
| 1974 | Globus d'Or a la millor pel·lícula - Drama             | La conversa       | Candidat  |
| 1974 | Globus d'Or a la millor pel·lícula - Drama             | El Padrí II       | Candidat  |
| 1974 | Globus d'Or al millor director                         | The Conversation  | Candidat  |
| 1974 | Globus d'Or al millor director                         | El Padrí II       | Candidat  |
| 1973 | Globus d'Or a la millor pel·lícula - Comèdia o musical | American Graffiti | Guanyador |
| 1972 | Globus d'Or al millor director                         | El Padrí          | Guanyador |